# Done with Mirrors
Done with Mirrors är det åttonde studioalbumet av Aerosmith. I och med detta album gjorde gitarristen Joe Perry (som lämnade gruppen 1979) och gitarristen Brad Whitford (som lämnade gruppen 1981) comeback. Det var också det första albumet av Aerosmith som utgavs av Geffen Records. Albumet gavs ut den 9 november 1985.

## Låtlista
Alla låtar är skrivna av Steven Tyler, Joe Perry, Brad Whitford, Tom Hamilton och Joey Kramer om inget annat anges.
1. "Let the Music Do the Talking" (Joe Perry) – 3:44
2. "My Fist Your Face" – 4:21
3. "Shame on You" – 3:22
4. "The Reason a Dog" (Tom Hamilton) – 4:13
5. "Shela" (Brad Whitford) – 4:25
6. "Gypsy Boots" – 4:16
7. "She's on Fire" – 3:47
8. "The Hop" – 3:45
9. "Darkness" (Steven Tyler) – 3:43

## Medverkande
- Steven Tyler - sång, slagverk
- Joe Perry - gitarr, körsång
- Brad Whitford - gitarr
- Tom Hamilton - bas
- Joey Kramer - trummor